# Palau de Dioclecià
El palau de Dioclecià (en croat: Dioklecijanova palača) és la residència imperial fortificada construïda per l'emperador Dioclecià sobre la costa dàlmata per retirar-s'hi després de la seva abdicació voluntària l'any 305. És un dels edificis de l'antiguitat tardana més ben conservats i els vestigis són preservats al cor històric de Split, a Croàcia. Ha estat declarat Patrimoni de la Humanitat per la UNESCO.

## El plànol i els vestigis del palau

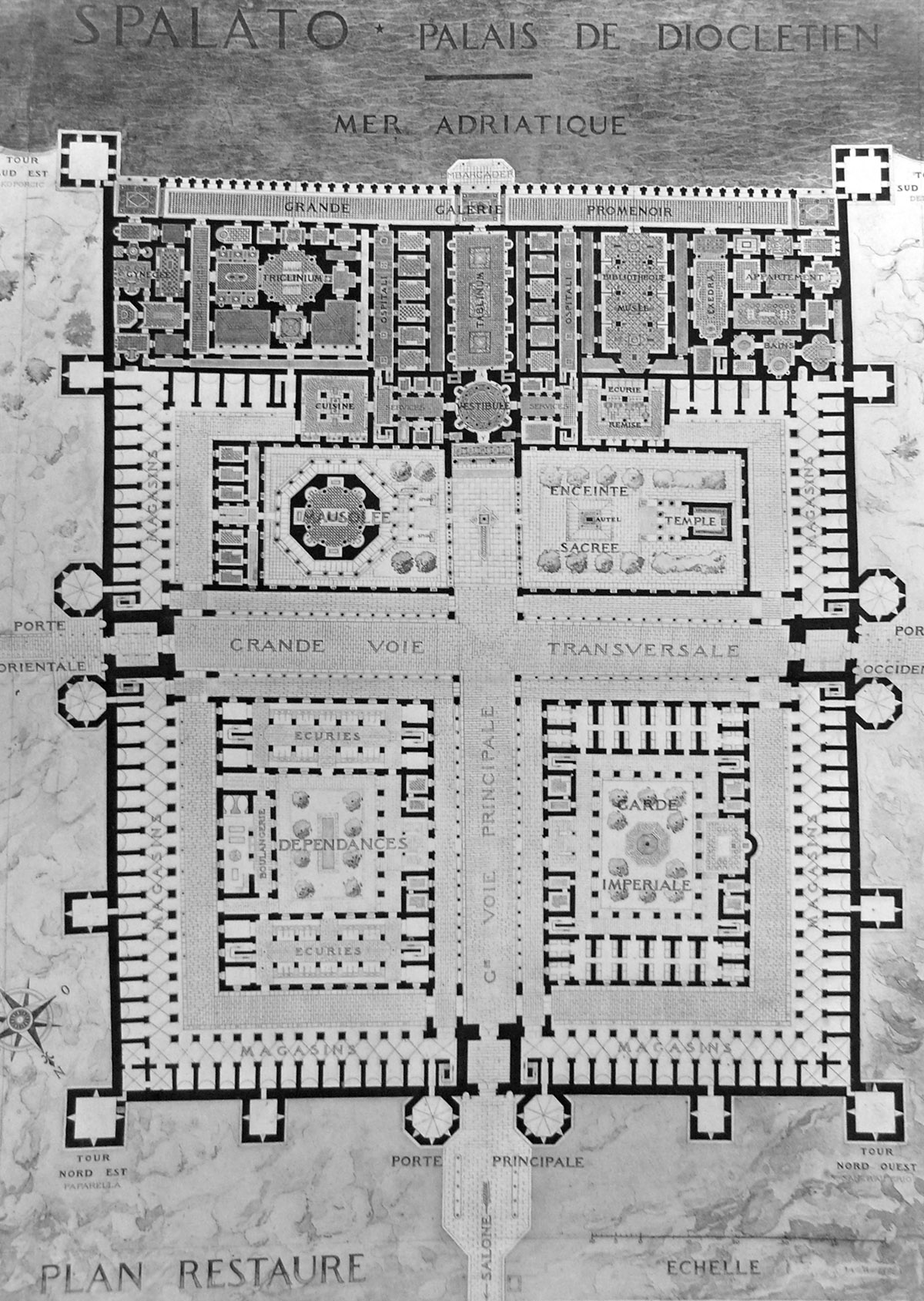
Reconstrucció del plànol del palau per Ernest Hébrard

La residència de Dioclecià combina els aspectes de diversos tipus de construccions: són a la vegada una fortalesa per les seves muralles, una ciutat amb els seus carrers i els seus santuaris, i una gran vil·la pel luxe dels seus pisos privats. És representativa de les tres formes arquitecturals principals que caracteritzen l'època del seu fundador.
L'indret sobre el qual va ser construït el palau tenia un doble pendent, amb un desnivell superior a 8 m, de nord a sud, cap a la costa, i inferior a 2 m en la direcció est-oest. L'àrea construïda és superior a 3,8 ha i forma un rectangle lleugerament irregular: les dimensions exteriors i interiors de cada costat són respectivament de 215,5 m i 191,3 m a l'est i l'oest, 175 m i 151 m al nord, i 181 m i 157,5 m al sud.
A títol indicatiu, el palau ocupa aproximadament 1/6a part de la superfície d'una fortalesa legionària estàndard concebuda per a 5.400 soldats, i dues vegades l'escaire d'un fort de 500 auxiliars. El 1926, data en la qual l'hàbitat medieval i modern instal·lat a la fortalesa existia encara, la població intra muros era de 3.200 habitants per a 278 cases.

## Les muralles
Els murs de la fortificació, d'un gruix mitjà de 2,10 m, estan constituïts de dos paraments de maçoneria, de 0,40 a 0,60 m de gruix. El parament exterior de les muralles està acuradament aixecat i ajuntat, sense morter, però amb grampons de ferro. La maçoneria és contínua sense fonament d'ajust en maons. Descansa directament sobre fonaments posats sobre el substrat rocós.

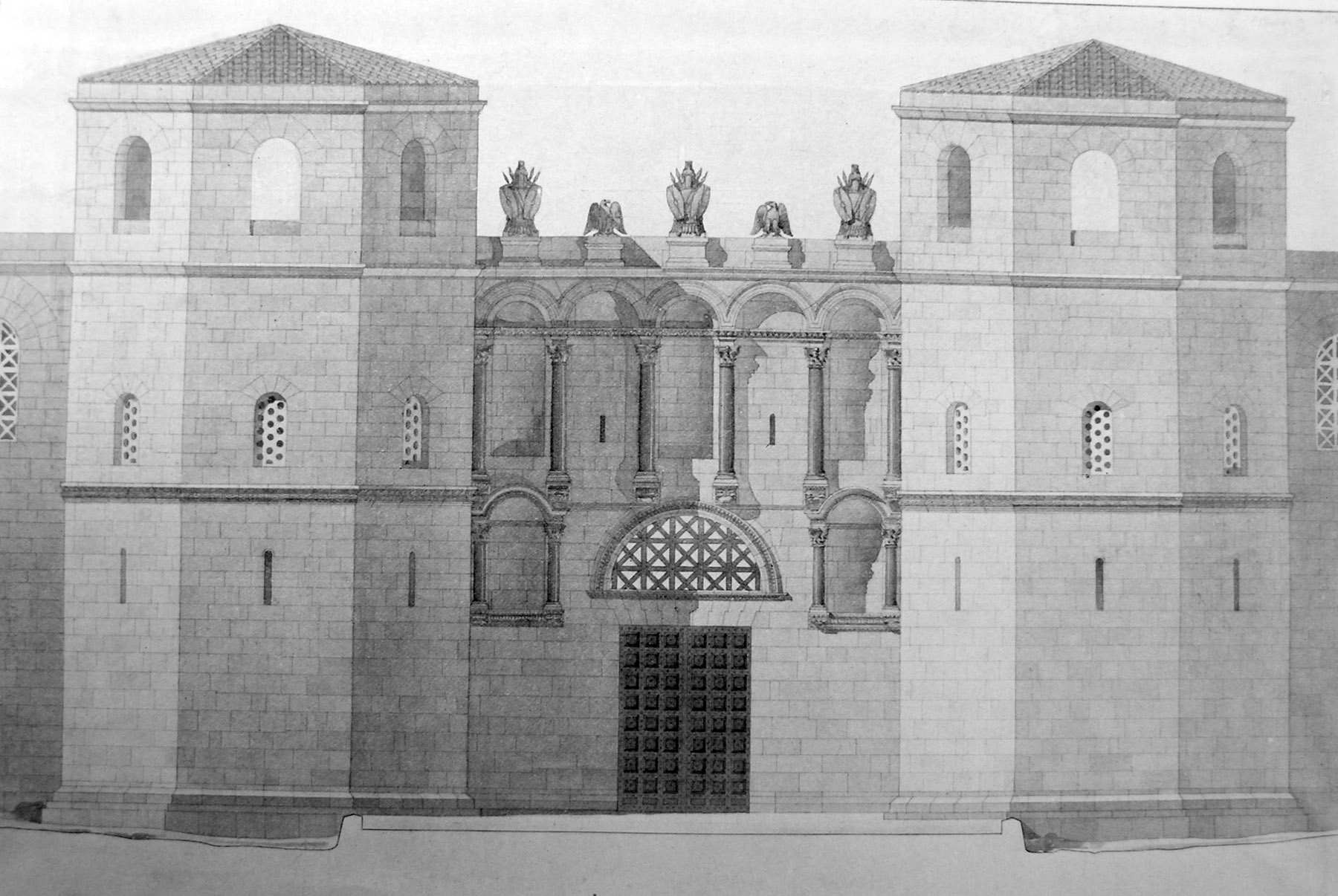
Porta Aurea segons la reconstrucció d'Ernest Hébrard

La muralla es fa menys gruixuda en la seva part superior —1,15 m—, que comença sota els forats de les finestres del camí de ronda. Aquestes són en formes d'arcs formats de dos rangs de còdols (cara exterior de 17, interior d'11), d'una amplada mitjana de 2 m per a 3,10 a 3,90 m d'alçada en el centre. Una senzilla cornisa en forma de S fa el tomb al perímetre a un interval regular del sòl, i per tant, donat el pendent, a una alçada variable: és, doncs, més alta d'1,10 m a l'angle nord-est que a la porta oest, l'indret més baix on encara és visible. Sobre el costat oest, la cornisa se situa a 22 m sobre el nivell del mar, però sobre el costat est, es troba 0,82 m més baix: el canvi d'altitud es fa a l'alçada de la torre octogonal de la porta nord. El resultat és una diferència de talla de les obertures del camí de ronda entre les dues meitats oest i est de la muralla nord, que són respectivament de 3,60 i 3,10 m. Entre cada volta, hi ha 6 o 7 obertures.

## El peristil

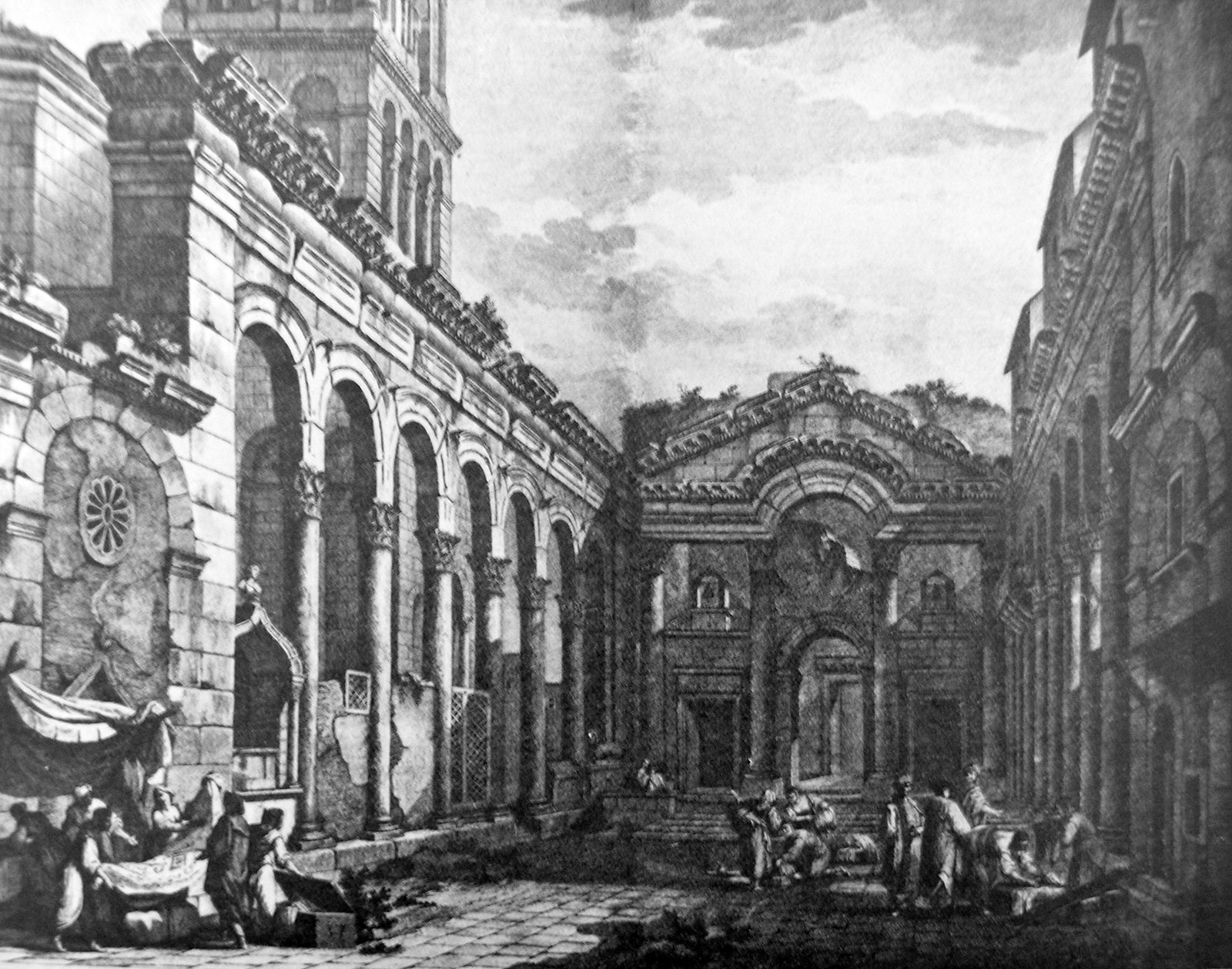
El peristil dibuixat per Adam el 1764

El cardo és perllongat al sud de la cruïlla amb el decumanus per un pati pavimentat, vorejat d'arcades, que mesura 27 m de longitud per 13,50 m d'ample: molt de temps conegut sota la denominació pati de la catedral, s'ha pres el costum al segle xx de designar-la amb el nom de peristil, en referència a les dues columnates que el delimiten. D'una alçada de 5,25 m, les columnes són de granit vermell d'Egipte per a dotze d'aquestes, i de marbre segurament d'Eubea per a la resta. Moltes estan envoltades per una anella de bronze des de fa molt de temps perquè s'havien esquerdat sota el pes de l'arquitrau i de les arcades. Més que un monument en si mateix, el peristil està constituït en realitat per les façanes dels tres monuments que el voregen, el vestíbul monumental dels pisos privats al sud, el porxo del mausoleu a l'est, i la façana del temple de Júpiter a l'oest.
Originàriament, les arcades laterals eren tancades per una barana feta de plafons, d'una alçada de 2,40 m. L'entrecolumnat que marca l'entrada del mausoleu i del temple de Júpiter és lleugerament més important, mentre que les tres arcades més al sud són una mica més altes, fins a tocar gairebé l'arquitrau.
El costat sud del Peristil correspon al porxo tetràstil monumental dels pisos privats: quatre columnes de granit vermell amb capitells corintis sostenen un frontó i un arquitrau formant un arc en la part central sobre la porta. El frontó és superat al seu torn per un plint de 4,26 m d'ample per acollir un grup estatuari, potser una quadriga. Era precedit d'una escala descendent cap a una porta voltada donant accés al nivell inferior del vestíbul, i més enllà a la porta sud. Al Renaixement, dues petites capelles van ser afegides en els entrecolumnats laterals del porxo.

## El mausoleu

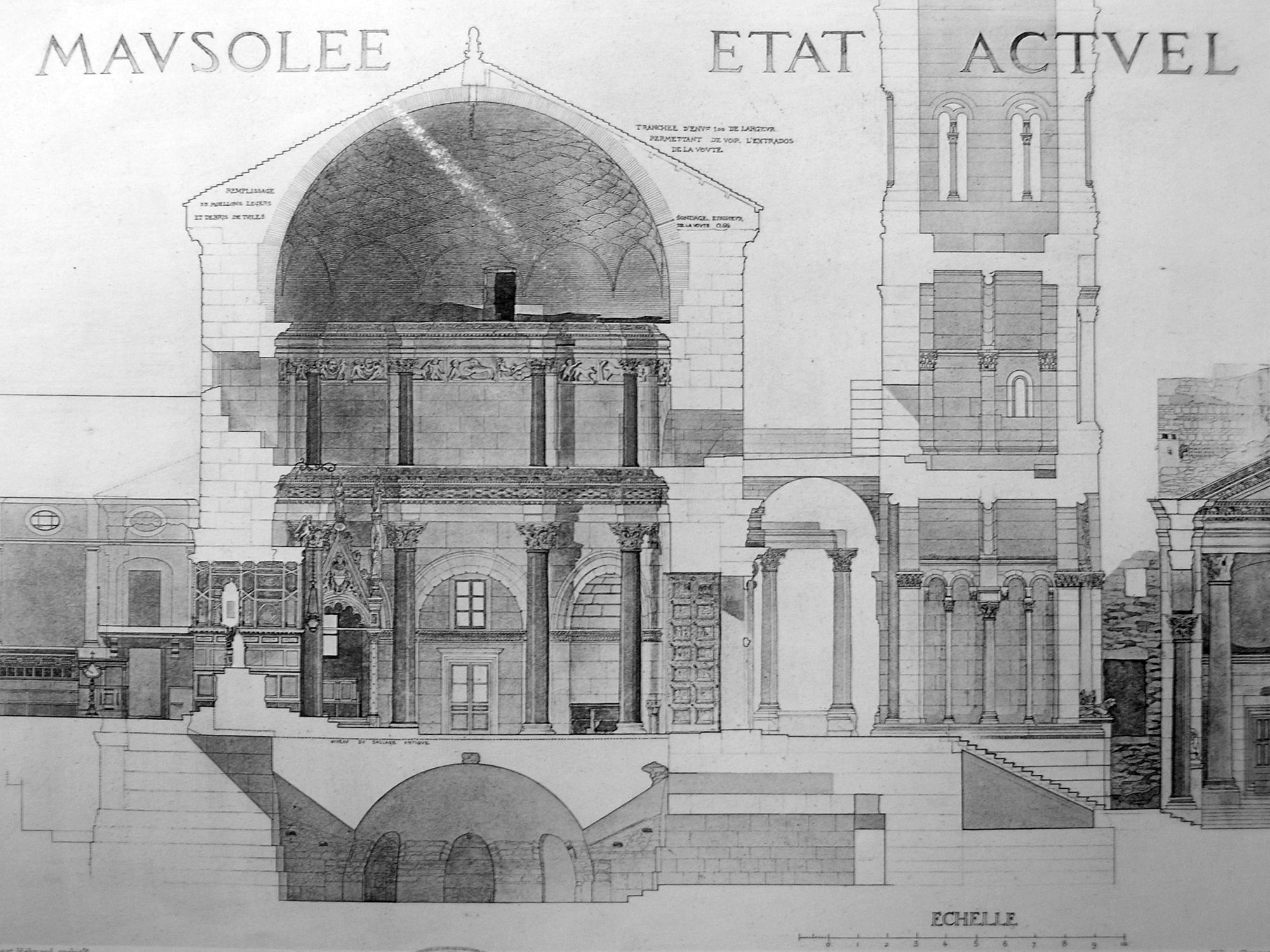
Tall del mausoleu tal com estava el 1912

El mausoleu ocupa l'angle sud-est del palau, una zona rectangular tancada de 32 m d'ample per 39 m de longitud, la façana del qual és l'arcada del peristil. Els tres altres costats del recinte són murs plens, amb la mateixa alçada que l'arcada, amb nínxols al parament interior, alternativament de forma semicircular i quadrada, on havien de ser instal·lades les estàtues. L'espai central està ocupat pel mausoleu octogonal de Dioclecià, i és el monument més ben preservat del palau, en gran part gràcies a la seva transformació ulterior en església i a la seva restauració entre 1880 i 1885.
El mausoleu és un octàgon de 7,60 m de costat, en el qual els murs de 2,75 m de gruix descansen sobre un podi més ample, de 3,70 m d'alçària. El podi, igualment octogonal, protegeix una cripta voltada de 13 m de diàmetre, i es perllonga aproximadament 9 m cap a l'oest per sostenir el porxo d'entrada. És sobre el costat sud-oest d'aquesta extensió que es troba l'obertura estreta (aproximadament d'1 m) d'un passatge que permet accedir a la cripta pel costat oest. Aquesta cripta, que era il·luminada i airejada per tres clivelles situades prop del cim del podi, probablement no tenia funció formal, i no podia ser el lloc de descans del sarcòfag de Dioclecià. L'interior no estava decorat i en part estava obstruït per vuit contraforts projectats davant de les parets cap al centre. L'existència d'un pou, del qual no es coneix la data, deixa pensar que aquest espai continuava sent accessible, encara que la seva funció no fos clara.
L'espai interior del tèmenos, al voltant del mausoleu, podia estar pavimentat o condicionat en jardí. L'entrada del mausoleu, sobre el costat oest, s'assenyala per un bastiment continu, ricament decorat amb fulles de parra i caps d'animals. Dues consoles sostenen una coronació en fris. Gairebé tot el porxo d'entrada original ha desaparegut per la construcció del campanar entre els segles xiii i xvii: es conserven els rastres dels fonaments de les vuit columnes del porxo, que s'havia d'assemblar a una versió més petita del porxo del vestíbul.

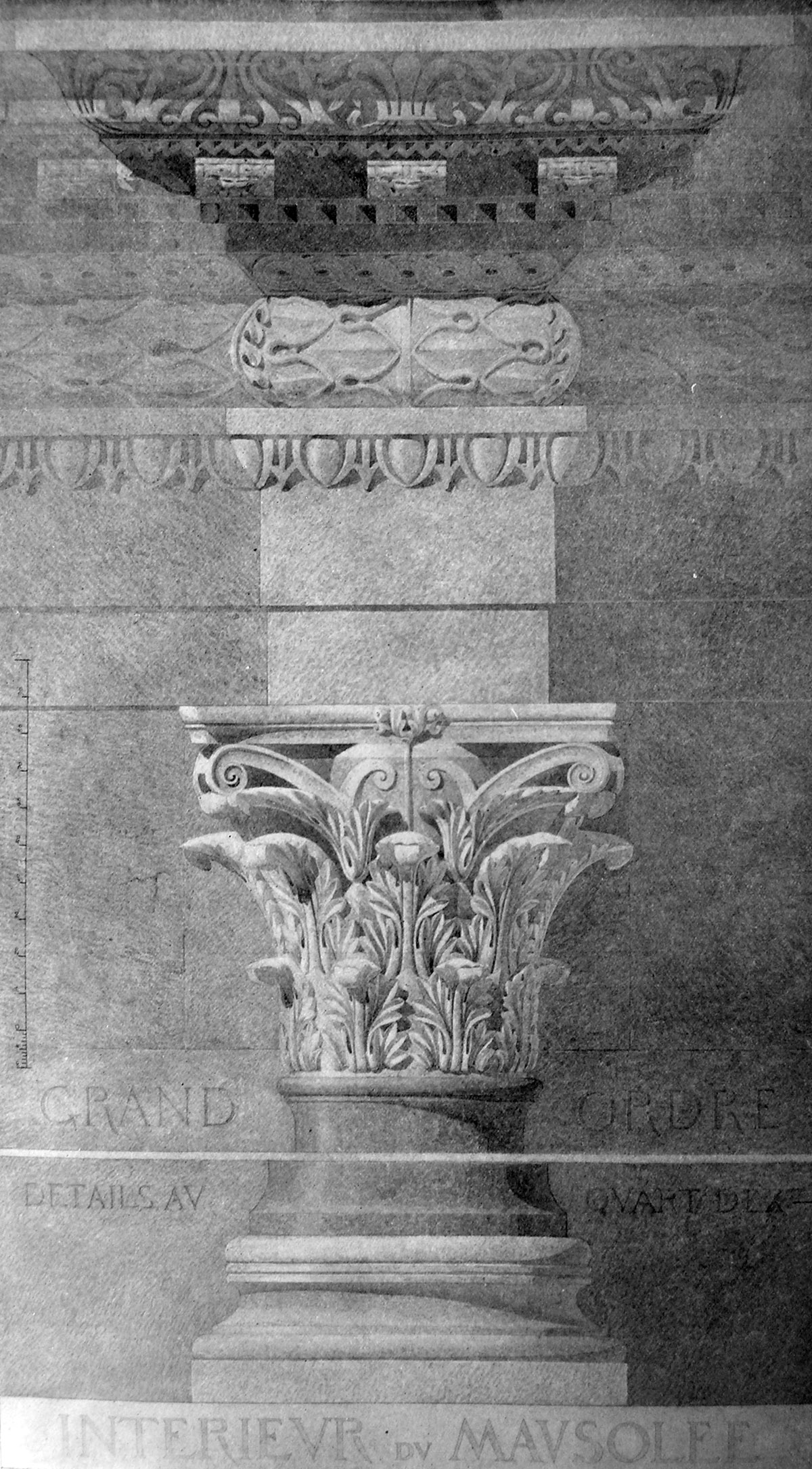
Columna al mausoleu

La cambra circular del mausoleu té un diàmetre de 13,35 m per a una alçada màxima de 21,50 m, en el centre. A nivell del sòl, els costats estan ocupats en alternança per quatre nínxols semicirculars i quatre de rectangulars —dels quals, un correspon a l'entrada sobre el costat oest. Entre els nínxols, a una distància de 0,56 m del mur, es troben vuit columnes de granit vermell d'Assuan, amb un capitell corinti, i un arquitrau, que li donen una alçada total de 9,06 m. És al seu torn superat, sense base, per un petit ordre que comprèn vuit columnes —quatre de pòrfir i quatre de granit egipci gris—, quatre capitells compostos i quatre de neocorintis, i un segon arquitrau, que fan una alçada de 4,85 m. Els dos ordres combinats atenyen una alçada, a la base de la cúpula, de 13,91 m. Les columnes no tenen funció arquitectural, són purament decoratives i han estat afegides després de l'acabament de l'estructura del mausoleu.
La cúpula hemisfèrica s'eleva a una alçada d'1,25 m sobre la cornisa superior. Està feta de maons de producció local, i porta el segell DALMATI. No era perforada per un ull de bou, contràriament, per exemple, a la cúpula del panteó de Roma. La maçoneria estava probablement amagada per un revestiment de mosaic. La cúpula estava coberta per una teulada amb teules de vuit pendents, superada per una pinya que descansava sobre quatre figures d'animals.
El sòl de la cambra estava pavimentat a l'origen amb marbre negre i blanc. La disposició de les instal·lacions funeràries de Dioclecià i de la seva família en aquest espai no és coneguda. L'historiador Amià Marcelí descriu l'any 356 el robatori d'un vestit de púrpura que es trobava en aquesta tomba. D'altra banda, el sarcòfag de Dioclecià era probablement de pòrfir, com és el cas de la dinastia constantiniana: fragments de pòrfir conservats al museu arqueològic de Split podrien provenir-ne.
L'única altra decoració original que ha sobreviscut és un fris esculpit darrere els capitells de l'ordre superior: es tracta d'escenes de caça, amb erotes, garlandes i màscares. Els erotes porten corones en les quals són esculpides tres cares que recorden la decoració de certs sarcòfags romans. Sobre el nínxol davant l'entrada, es troben dos bustos, un d'home, l'altre de dona, respectivament identificats com a Dioclecià i la seva esposa Prisca, que no va rebre mai la dignitat d'augusta ni va ser oficialment reconeguda com a emperadriu. Un tercer retrat correspon a Hermes.
El mausoleu és envoltat d'un pòrtic de 24 columnes de reutilització, de materials diversos, portant capitells corintis, i coberts per una teulada que descansa sobre un arquitrau sobre la façana exterior del mausoleu.
El mausoleu de Dioclecià és comparable a altres monuments contemporanis com el mausoleu de Galera a Tessalònica, i sobretot el mausoleu de Maxenci sobre la via Àpia a Roma. És, en qualsevol cas, un dels monuments de l'antiguitat tardana més ben conservats.

## El temple

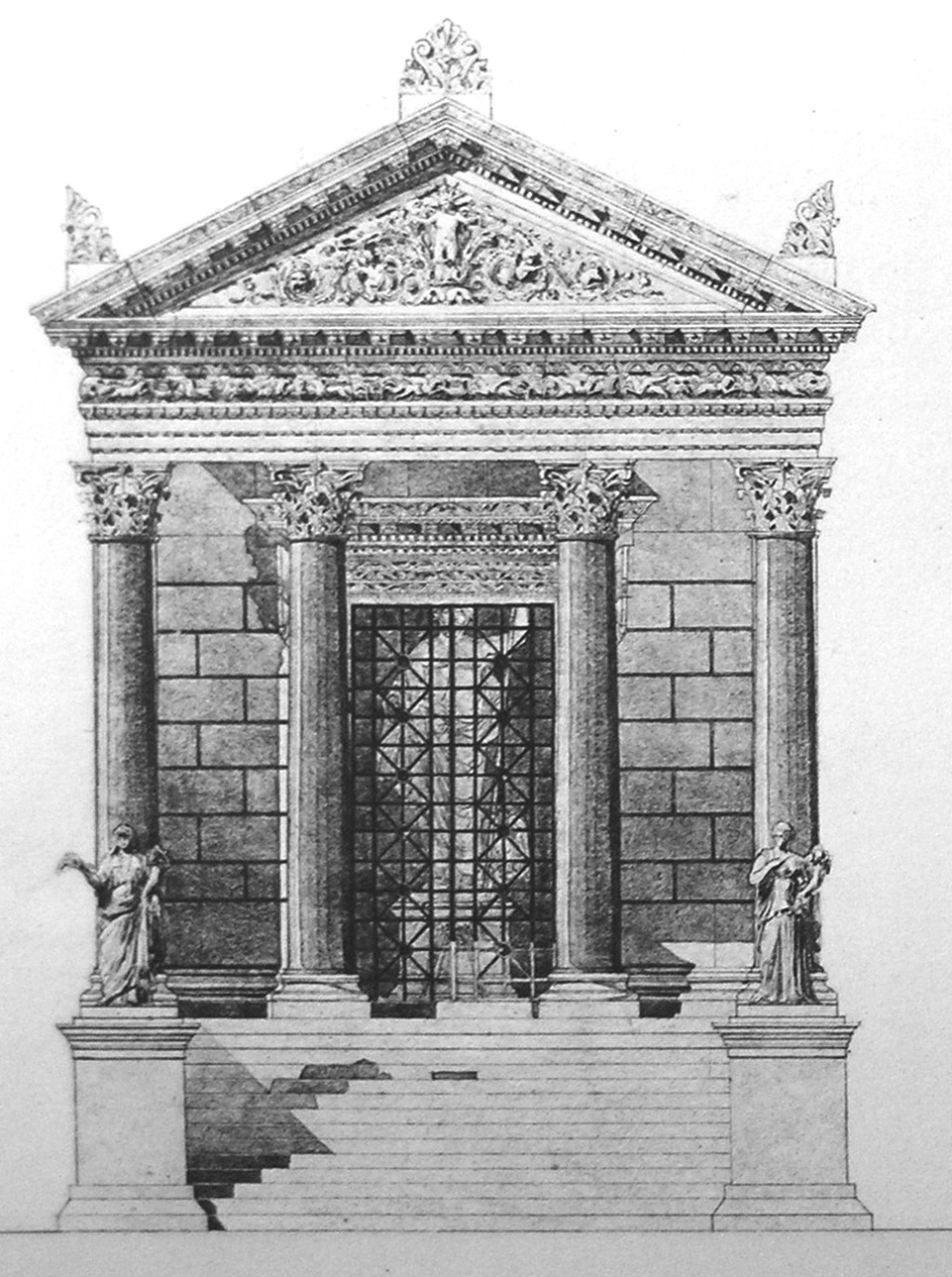
Façana del temple reconstruït per E. Hébrard

L'angle sud-oest del palau era ocupat per un altre edifici, d'una amplada equivalent a la del mausoleu, però més llarga (44 m). Comprenia un petit temple clàssic i dues estructures circulars, en els angles nord-est i sud-est, corresponents potser a altars. D'aquests dos últims edificis, se'n conserven els fonaments i la seva funció, doncs, no pot ser identificada amb certesa.
El temple és un edifici tetràstil pròstil corinti amb l'entrada girada cap al peristil, i construït sobre un podi de 21 m per 9,30 m i amb una alçada de 2,50 m. No queda res del pronaos i, per tant, de la façana, però la resta del temple està molt ben conservada. Els murs exteriors de la cel·la, llarga d'11,40 m, presenten un aparell ben ajustat, i són decorats als angles amb pilastres amb el seu capitell. La porta, de 2,50 m d'ample i de 6 m d'alçada, té un bastiment ricament esculpit: enmig del fullatge, uns nens cullen raïm mentre que uns ocells voletegen al voltant. Dues consoles amb volutes sostenen una cornisa coríntia a deu modillons: els entremodillons estan ocupats per caps esculpits representant dos tritons, Hèlios, Hèrcules, Apol·lo, un cap humà no identificat, dues victòries alades i una àguila. Cap element d'aquest programa iconogràfic no pot directament ser connectat amb la ideologia tetràrquica.

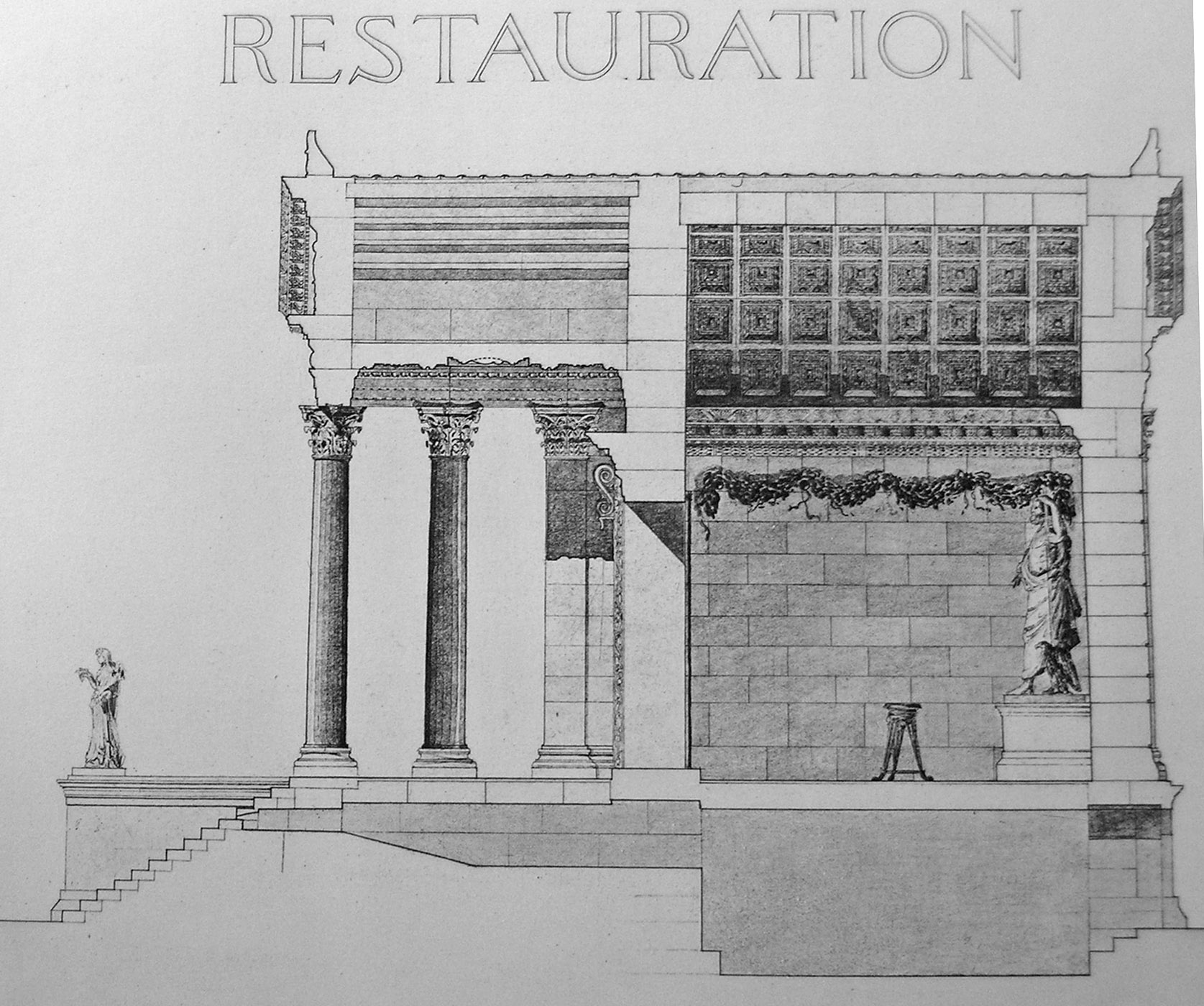
Tall del temple segons la reconstrucció d'E. Hébrard

La cambra del temple és coberta per una volta feta de tres rengleres de lloses acuradament ajustades, i esculpida per formar un sostre en caixons: la seva decoració esculpida de caps humans i de rosetes és sovint comparada amb la del temple de Venus a Roma, construït sota el regnat d'Hadrià prop del fòrum romà. Immediatament sota la volta, hi ha una cornisa coríntia amb modillons decorats per llampecs.
L'estàtua de culte que contenia la cel·la és probablement la que va ser portada a Venècia al final del segle xiv: se suposa, segons l'ascendència divina que Dioclecià ha volgut donar-se, que es tractava d'una estàtua de Júpiter, al qual hauria estat dedicat el temple. La presència de l'àguila i del servidor heroic de Júpiter que és Hèrcules entre les figures esculpides de la cornisa exterior, però també la dels llampecs sobre la cornisa interior porten cap a aquesta hipòtesi.
Com el podi del mausoleu, el del temple té una cripta, a la qual s'accedeix per un estret passatge al darrere. La seva funció és desconeguda.

## El vestíbul
Darrere del porxo monumental d'entrada constituint el costat sud del peristil es troba el vestíbul, una gran cambra circular rodona de 12 m de diàmetre i 17 m d'alçada. Quatre nínxols semicirculars obren les entrades nord i sud de l'habitació, que era aclarida en el seu origen per petites i altes finestres. El sostre és una volta que, com els murs, havia de ser recoberta d'un mosaic de vidre virolat. La rotonda del vestíbul és inscrita en un edifici quadrat, de tal manera que els murs eren prou gruixuts en els angles per a permetre la disposició d'escales en espiral que porten als nivells superior i inferior.
A nivell del subsòl del vestíbul, s'havia proveït l'accés sobre els seus quatre costats, cap a les termes est i oest, el peristil i els soterranis dels pisos.

## Les termes
L'estreta banda d'espai situada entre els dos edificis del nord i els pisos privats al sud està ocupada per dos petits conjunts termals, i cadascú té la seva palestra i les seves habitacions de serveis. Aquests dos banys han estat descoberts per les excavacions contemporànies i continuen sent poc coneguts. Diverses habitacions proveïdes d'hipocaustos han estat identificades així com un praefurnium per als banys a l'oest.
L'alimentació d'aigua d'aquestes termes i del conjunt del palau es feia per un aqüeducte (aqüeducte de Dioclecià) que portava l'aigua del Jadro, riu que dista 9,7 km. El tram més ben preservat d'aquesta obra essencialment subterrani comprèn 28 arcs alts de 16,5 m que travessen la vall seca de Dujmovaa. El cabal de l'aqüeducte s'estimava en 13 m³/s, cosa que vol dir 1.000.000 m3 per dia.

## Els apartaments privats

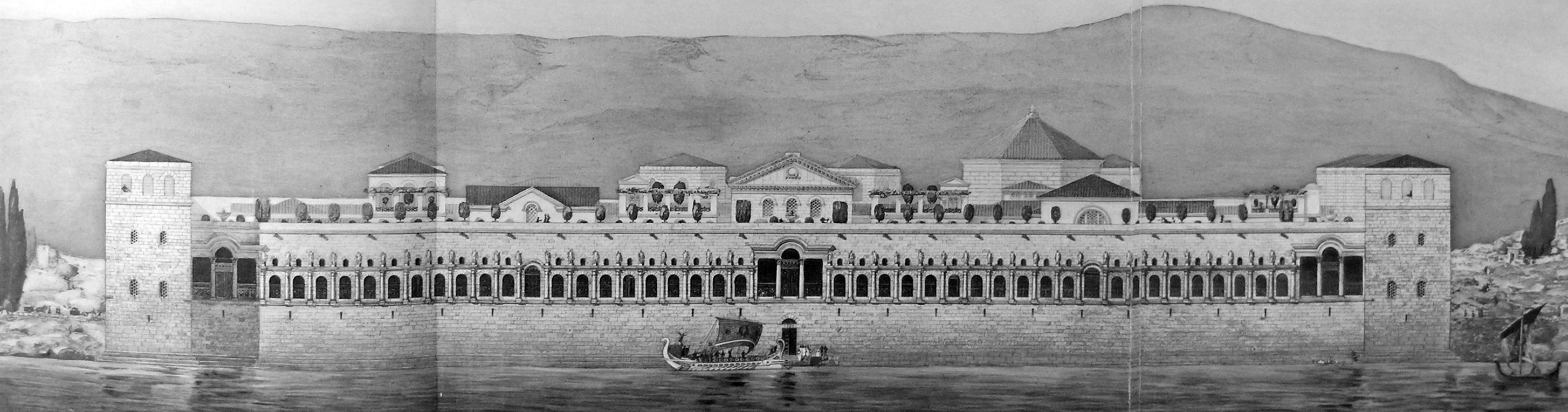
Façana marítima del palau a la qual donaven els apartaments privats (reconstrucció d'E. Hébrard)

La zona residencial pròpiament dita del palau correspon a una banda de 40 m d'ample immediatament darrere de la façana sud. Aquests pisos reposen sobre un conjunt d'habitacions subterrànies voltades d'una alçada que podia atènyer 8 m. L'entrada principal s'ha trobat en el prolongament del passatge sud del vestíbul, amb una gran habitació rectangular (31 x 12 m) en la continuïtat arquitectural del peristil. Aquesta habitació, il·luminada per finestres altes, era potser recoberta d'una volta, i enllaçava el vestíbul al nord amb la llarga galeria de la façana sud, l'únic accés als pisos privats.
Dos pous de llum flanquegen el vestíbul d'entrada i el separen de dues rengleres simètriques de petites habitacions rectangulars (aproximadament 4,30 x 5,25 m) amb bastidor sobre un passadís encorbat sobre el costat oposat. En la meitat est, es troben un conjunt d'habitacions ordenades al voltant d'una altra més gran octogonal, proveïda de nínxols, on es reconeix el menjador principal, el triclini. L'eix nord-sud d'aquesta habitació correspon a les entrades i es troba més o menys alineada amb una de les obertures més grans de la façana sud del palau. La meitat oest dels apartaments comprèn la sala major, de forma rectangular (32 x 14 m), acabada en l'extremitat nord per un absis inscrit.
Les seves voltes en cruïlla descansen sobre sis pilars massissos disposats en dues rengleres, creant tres ales diferents. L'habitació està il·luminada per dos pous de llum simètrics sobre els costats est i oest. S'hi accedeix per tres portes sobre el costat sud. És probable que es tracti de la sala d'audiència principal del palau. L'extremitat oest del complex està ocupada per un conjunt de 14 petites habitacions de formes variades, unes proveïdes d'absis, d'altres circulars o cruciformes. La localització d'aquest conjunt prop de la sala d'audiència, i al contrari del triclini, suggereix que es tracta de les parts pròpiament privatives de la residència.